# Antonio Verrio
Antonio Verrio (connu aussi sous le nom de Verrius), né probablement à Lecce (Italie) en 1639, et décédé le 17 juin 1707, est un peintre italien baroque du XVIIe siècle qui a été actif en Angleterre, en tant que spécialiste de la peinture d'histoire.

## Biographie
Le lieu et la date de sa naissance ne sont pas assurés. Il est souvent dit né à Lecce, dans le royaume de Naples. Dans un document découvert en France, Antonio Verrio  prétend qu'il est né à Naples, baptisé dans l'église San Giovanni Maggiore. Pour l'année de sa date de naissance, les historiens donnent en général l'année 1639, mais on trouve aussi l'année 1636 ou 1634. Dans certains documents de Lecce, il est cité comme fils de Giovanni Verrio, avocat, jurisconsulte et peintre.

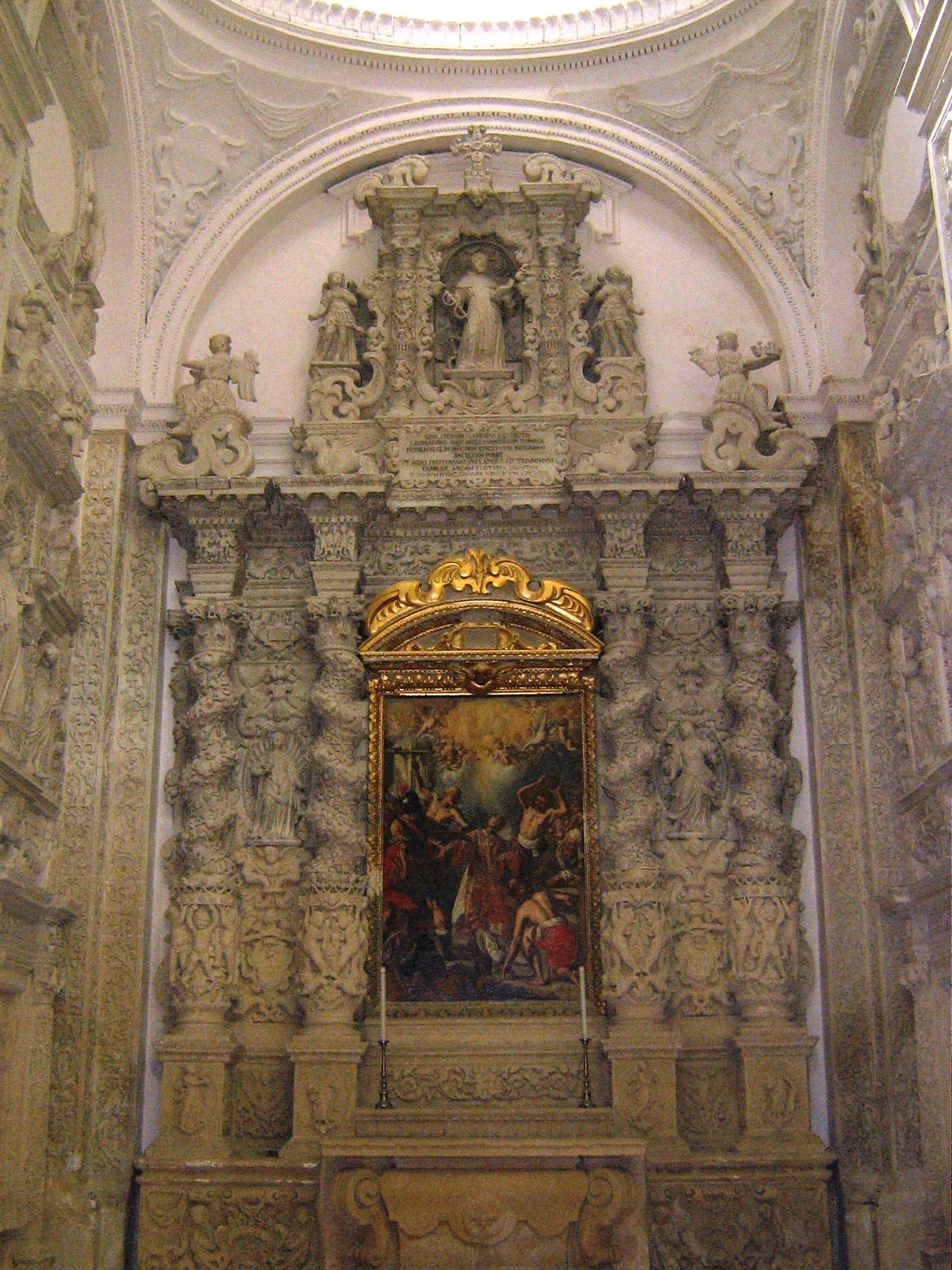
Église Sant'Irene dei Teatini,
Autel de saint Étienne,
Martyre de saint Étienne,
Antonio Verrio.

Un de ses premiers tableaux se trouve à Lecce, dans l'église Sainte-Irène (des Théatins) (Sant'Irene dei Teatini): il représente le Martyre de saint Étienne, placé sur l'autel dédié à saint Étienne. Deux autres de ses tableaux se trouvent dans l'église du Gesù dans la même ville de Lecce.
Antonio Verrio quitta Lecce pour se rendre à Rome, puis Florence avant d'arriver en France et s'arrête à  Toulouse (1666-1668), où il peint un retable pour les religieuses Carmélites.
On trouve des éléments sur la biographie de Verrius dans le manuscrit de Joseph Malliot (1736-1811), Vie de quelques artistes dont les ouvrages font l'ornement de la ville de Toulouse dont il existe trois copies du manuscrit original qui a disparu. Dans le manuscrit qui appartenait à l'éditeur E. Connac :
Verrius, peintre italien dont ignore le lieu de naissance, était disciple de Pierre de Cortone. Il était bel homme et d'une figure intéressante : double avantage dont il usa malheureusement qu'au préjudice de ses mœurs, car il fut toute sa vie le jouet et la victime de sa passion désordonnée pour les femmes.
Ne s'occupant jamais de l'avenir, oubliant toujours le passé, le présent seul l'affectait. Sourd à tout, excepté à la voix du plaisir, peu délicat sur le choix des moyens, bravant même la rigueur des lois, il exposa mille fois son honneur et sa vie lorsqu'il eut des obstacles à surmonter. Le nombre des infortunées que, dans ses voyages, il avait épousées et ensuite abandonnées, lui fit traîner dans la crainte et les remords les jours tristes et languissants d'une vieillesse prématurée.
C'est dans quelqu'une de ces circonstances critiques, en 1666, que fuyant déguisé en pèlerin, il vint mendier à la porte d'une auberge de campagne, où se trouvait par hasard une de ses épouses et deux petits enfants qu'il avait délaissés. L'un d'eux le reconnaissant accourut vers lui avec de grands cris de joie et embrassait ses genoux, ce qui ne l'attendrit pas. Ce barbare paya d'effronterie, s'éloigna et fut errant jusqu'à Bonrepos. Il y vint demander asile au président Riquet, disant qu'une affaire fâcheuse le contraignait de fuir. Ayant ajouté qu'il était peintre, le magistrat ami des arts, touché de sa position, le reçut et l'occupa dans son château. Il y décora deux vastes salles, dans l'une il représenta les Vertus et dans l'autre l'Histoire de Psyché. Cette divinité a été détruite, l'autre subsiste encore.
S'étant enhardi, il quitta sa retraite et vint à Toulouse, où bientôt sa réputation s'établit. Il fit divers tableaux, entre autres celui de Saint Félix de Cantalice pour les Capucins et celui du maître-autel des Carmes déchaussés représentant le Mariage de la Vierge,. L'artiste la peignit sur  les traits de l'épouse de son protecteur. On assure qu'il termina ce morceau dans moins d'une semaine, ce qui lui causa un démêlé avec les religieux, n'estimant l'ouvrage qu'à raison du temps que l'artiste y avait employé ; ils voulurent retrancher considérablement du prix convenu, mais des commissaires ayant été consultés, Verrius fut satisfait.
Après quelque séjour à Toulouse, il vit une jeune personne d'une famille distinguée. Il en fut épris et ne tarda pas à être payé en retour. Il osa, selon son usage, la demander pour épouse, et parvint à surmonter la répugnance des parents. Ils approuvèrent ses assiduités, mais heureusement pour la jeune demoiselle et malheureusement pour lui, sa réputation avait été trop loin, ainsi que le bruit de son nouvel hyménée. Plusieurs de ses épouses s'étaient liguées et avaient obtenu des ordres pour le faire arrêter. Elles avaient fait écrire de tous côtés. Il fut découvert, mais ses amis le prévinrent à temps. Il s'enfuit.

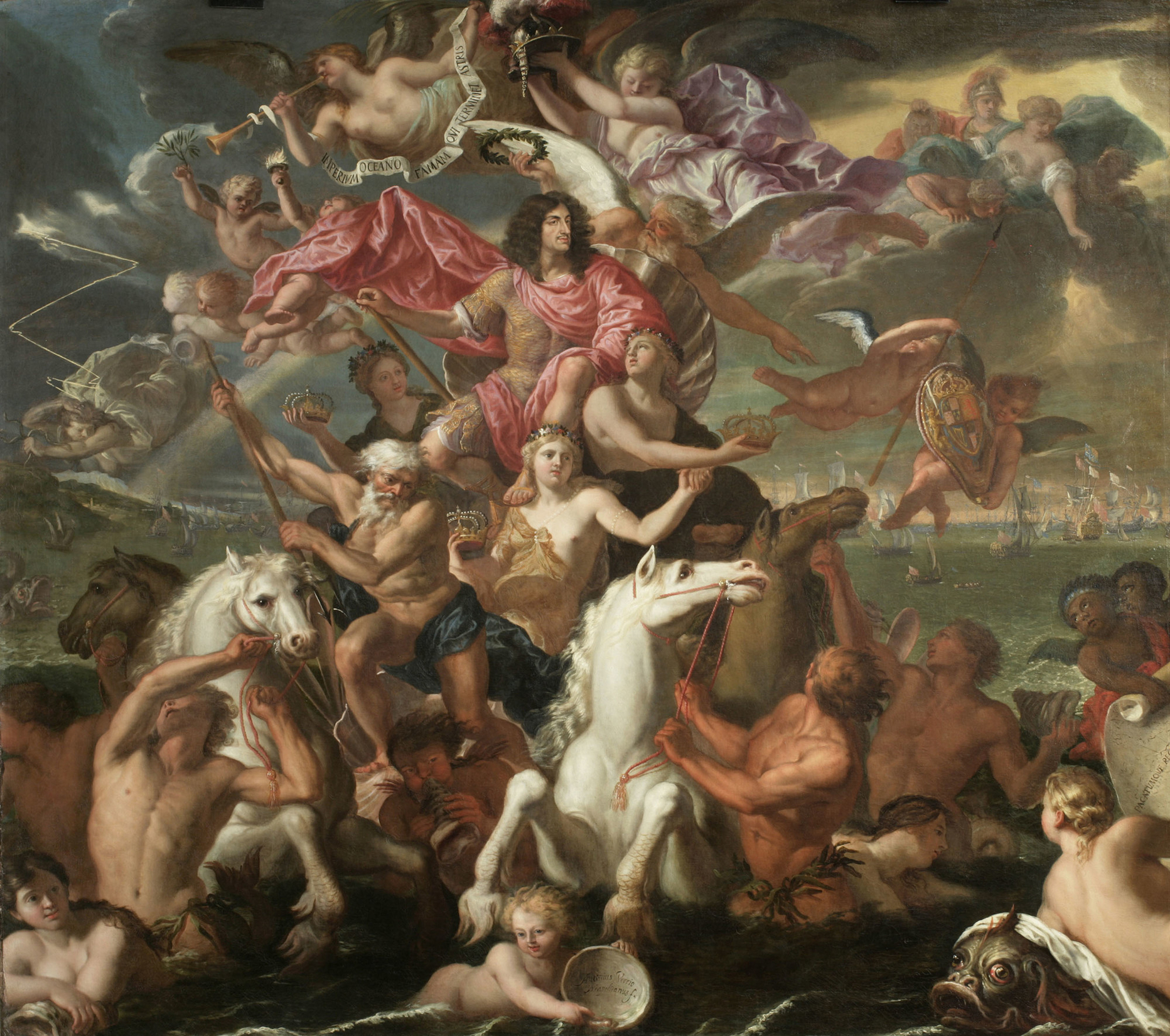
Royal collection,
The Sea Triumph of Charles II,
Antonio Verrio.

J'ai eu parmi les estampes de ma collection, un plafond représentant une Allégorie en l'honneur du roi d'Angleterre. L'inscription de ce morceau indique assez de vraisemblance que la Grande-Bretagne lui fournit un asile.
Verrius peignait dans le goût de Pierre de Cortone, son maître, avec une facilité et une prestesse de main étonnantes. Il en abusait. Souvent ses tableaux, quoique sentant la manière, ne laissent pas que d'intéresser. Il sut toujours y faire dominer une certaine fraîcheur qui les caractérise. On les connaît au premier coup d'œil (folios 503-507).
Il est à Paris vers 1670 où il a décoré plusieurs hôtels particuliers, en particulier à l'hôtel Brûlart où il a peint le plafond de la salle à manger en représentant une Bacchanale avec Jupiter et Junon,.
Lord Montagu, ambassadeur du roi Charles II à Paris, et le roi  Charles II d'Angleterre, l'invitent en Angleterre en 1671 pour raviver les tapisseries de Mortlake, endommagées  par la guerre civile. Il part en Angleterre avec Lord Montagu en 1672. Il commence à travailler pour le roi en 1674,.
En vieillissant, Antonio Verrio perdit la vue. La reine Anne lui a accordé une pension annuelle de 200 livres. Il est mort à Hampton Court, le 15 juin 1707.
Louis Laguerre (1663-1721) et James Thornhill (1675-1734) furent ses élèves et Laguerre travailla pour lui avant de se mettre à son propre compte après sa mort.

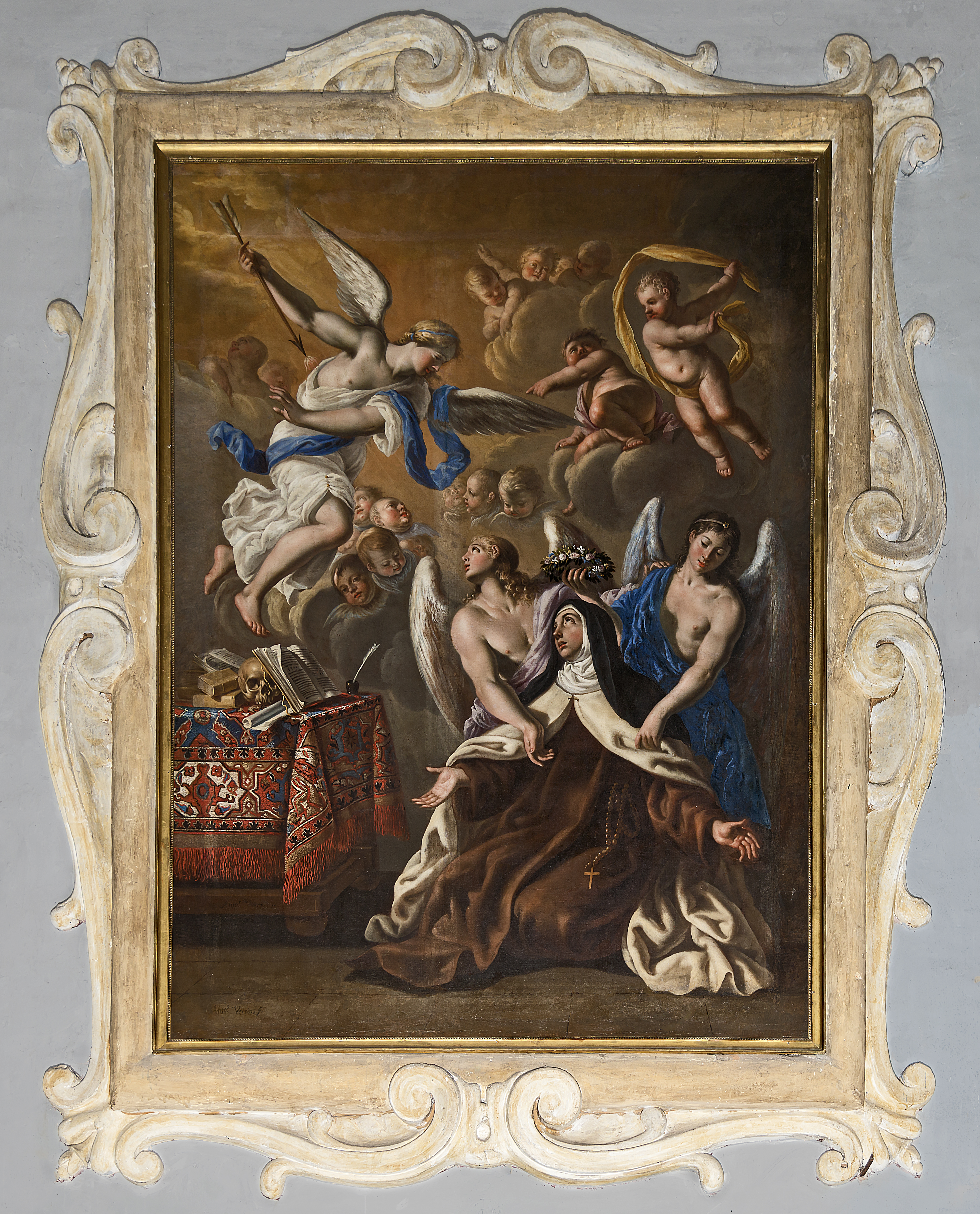
La Transverbération de sainte Thérèse, dans l' église Saint-Exupère de Toulouse.

## Œuvres
- Joseph reconnu par ses frères, vers 1655-1656, huile sur toile, 270 × 250 cm, église du Gesù, Lecce,
- Lapidation de saint Etienne, vers 1656-1658, huile sur toile, 248 × 163 cm, église Saint-Irène, Lecce,
- (1666-1668) La Transverbération de sainte Thérèse, huile sur toile, 360 × 250 cm, église Saint-Exupère, Toulouse.
- Saint Félix de Cantalice, huile sur toile, 217 × 177 cm, Musée des Augustins, Toulouse[15].

Mariage de la Vierge, Antonio Verrio, 1651-1700, huile sur toile, musée des Augustins, Toulouse

- Le Mariage de la Vierge, huile sur toile, 351 × 237 cm, musée des Augustins, Toulouse[16],[17]
- Le Doute de Saint Thomas, huile sur toile, 1694, chapelle du château de Chatsworth, au Derbyshire.

## Source
- (en) Cet article est partiellement ou en totalité issu de l’article de Wikipédia en anglais intitulé « Antonio Verrio » (voir la liste des auteurs).